# Лавандевіл (дегестан)
Лавандевіл (перс. لوندویل) — дегестан в Ірані, у бахші Лавандевіл, в шагрестані Астара остану Ґілян. За даними перепису 2006 року, його населення становило 6796 осіб, які проживали у складі 1581 сімей.

## Населені пункти
До складу дегестану входять такі населені пункти:
- Діле
- Канбар-Махале
- Канруд
- Керде-Сара
- Сераліве
- Сіблі
- Хосру-Махале